# Вита (Италия)
Вѝта (на италиански и на сицилиански Vita) е малко градче и община в южна Италия, провинция Трапани, автономен регион и остров Сицилия. Разположено е на 480 m надморска височина. Населението на общината е 2169 души (към 2010 г.).
Градчето бива сериозно навредено от силно земетресение в 15 януари 1968 г. Още днес, въпреки че много сгради са били възстановени, остават различни навредени структури вътре в селището.